# Contea di Loufan
La contea di Loufan (娄烦县S, Lóufán XiànP) è una contea della Cina, situata nella provincia dello Shanxi e amministrata dalla prefettura di Taiyuan.